# Polle Eduard
Polle Eduard (né le 2 décembre 1948 à Delft) est un chanteur néerlandais,,. Eduard est mieux connu pour son morceau au succès Ik wil jou (jou alleen).